# Bataille du cap Passero (1940)
Pour la bataille de 1718, voir Bataille du cap Passero.
Seconde Guerre mondiale
Batailles
1940
- Vado
- Siège de Malte
- Club Run
- Convoi Espero
- Mers el-Kébir
- Punta Stilo
- Cap Spada
- Hurry
- Cap Passero
- MB.8
- Tarente
- Détroit d'Otrante
- White
- Cap Teulada

1941
- Excess
- Convoi AN 14
- Grog
- Abstention
- Baie de La Sude
- Cap Matapan
- Îles Kerkennah
- Crète
- Galite
- Substance
- Halberd
- Convoi Duisburg
- Cap Bon
- Syrte (1941)
- Rade d'Alexandrie

1942
- Syrte (1942)
- Calendar
- Bowery
- Albumen
- Harpoon
- Vigorous
- Pedestal
- Agreement
- Torch
- Stoneage
- Sabordage de la flotte française à Toulon
- Portcullis
- Banc de Skerki
- Olterra (navire auxiliaire)
- Raid sur Alger

1943
- Zouara
- Convoi de Cigno
- Convoi de Campobasso
- Corkscrew
- Husky
- Gela
- Scylla
- Pietracorbara
- Dodécanèse
  - Rhodes
  - Leros
  - Kos
- Convoi KMF-25A

1944
- Ist
- Raid sur Santorin
- Raid sur Symi
- Port-Cros
- La Ciotat
- Île de Pag

1945
Mer Ligure
- Convois alliés
  - convois de Malte
- Campagne des U-boote
- Campagne adriatique

La bataille du cap Passero est une bataille navale de la campagne méditerranéenne pendant la Seconde Guerre mondiale, opposant la Royal Navy à la Regia Marina. Elle s'est déroulée aux premières heures du 12 octobre 1940 au sud-est de la Sicile, au lendemain d'une opération d'approvisionnement britannique à Malte.

## Contexte
En octobre 1940, la flotte méditerranéenne monte une opération de réapprovisionnement à Malte depuis Alexandrie, désignée MB6. Le convoi comprend quatre cargos escortés par deux croiseurs antiaériens et quatre destroyers. La force est dirigée par le vice-amiral Sir Andrew Cunningham à bord de son navire amiral HMS Warspite, comprenant trois autres cuirassés, deux porte-avions, six croiseurs et 16 destroyers. Le seul incident au cours du convoi est subi par le destroyer HMS Imperial légèrement endommagé après avoir traversé un champ de mines. Les navires marchands atteignent leur destination le 11 octobre. À cette date, le mauvais temps avait empêché l'intervention de la flotte italienne. Un avion avait repéré les navires de retour peu après leur départ de Malte. Pendant ce temps, le HMS Ajax fut détaché des autres croiseurs en vue d'une mission de reconnaissance.

## L'engagement
Le commandant italien, l'amiral Inigo Campioni, commande une force de destroyers au cap Bon, déployée pour le cas où les navires de guerre britanniques rejoindraient Gibraltar. Campioni estime qu'il est trop tard pour les cuirassés et croiseurs italiens d'opérer contre le convoi. Il envoie alors une flottille patrouillant en même temps entre les coordonnés 35° N, 45° E et 35° N, 25° E, au clair de lune. La force comprend quatre destroyers, tous de la classe Soldati : Artigliere, Camicia Nera, Aviere et Geniere ; et 3 torpilleurs de la classe Spica : Ariel, Alcione et Airone.

### Action des torpilleurs
À 01 h 37, l'Ajax est aperçu par l'Alcione, naviguant vers l'est, à 18 km à bâbord. À 01 h 48, les trois torpilleurs font route à pleine vitesse vers le croiseur britannique, le croiseur ignorant complètement l'approche ennemie. À 01 h 57, l'Alcione tire deux torpilles à une distance de 1 737 mètres. Le capitaine Banfi, commandant de la formation italienne, ordonne au navire amiral Airone d'ouvrir le feu sur l'ennemi avec ses canons de 100 mm Škoda, suivis par ses sister-ships. Le croiseur britannique est touché à trois reprises : deux coups sur le pont et le troisième à 1,8 mètre sous la ligne de flottaison.
L'Ajax, réalisant l'attaque, ouvre le feu sur le torpilleur le plus proche — Ariel — à pleine vitesse. L'Ariel est détruit par les salves et coule 20 minutes plus tard, en ayant peut-être pu tirer une torpille. Le capitaine Mario Ruta, son commandant en second, et la plupart de l'équipage ont été tués. L'Airone fut le prochain navire italien à être touché. Celui-ci réussit à lancer deux torpilles avant d'être réduit au silence, prenant feu presque immédiatement, son pont et son tillac mitraillés par l'Ajax à courte portée. Il coulera quelques heures plus tard ; le capitaine Banfi fait partie des survivants. L'Alcione, le seul navire de guerre italien encore en bon état, rompt le contact à 02 h 03.

### Action des destroyers

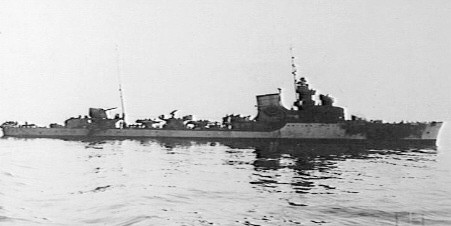
Vue latérale tribord du destroyer italien Artigliere. Le navire a été arrêté, abandonné, puis incendié vers l'avant après un engagement avec le croiseur britannique HMS Ajax. LArtigliere a été coulé par le croiseur le lendemain matin.

Pendant ce temps, après avoir manœuvré pendant les combats, l'Ajax reprend sa route vers l'est. À 02 h 15, son radar de conduite de tir détecte deux destroyers italiens dont le commandant — le capitaine Carlo Margottini (en) — avait aperçu les tirs du sud. Un dysfonctionnement de la radio avait empêché Margottini d'attaquer à pleine puissance, lorsque trois de ses destroyers s'étaient dirigés vers le nord-ouest, au lieu du nord comme ordonné. L'Aviere est battu par un rebord soudain du croiseur britannique, prévenant une attaque aux torpilles, il est contraint de se retirer vers le sud, lourdement endommagé. L'Artigliere réussit à tirer une torpille et à faire feu avec ses quatre canons de 120 mm à 2 600 mètres de distance, avant d'être frappé et estropié. La torpille échoue au but, mais quatre coups de canon frappent deux des tourelles de canon secondaire de l'Ajax, détruisant son baleinier bâbord et désactivant son radar. Après avoir tiré sans succès sur le Camicia Nera, l'Ajax décide d'interrompre l'action. Celui-ci avait tiré 490 coups de calibres différents et quatre torpilles. Treize de ses membres d'équipage ont été tués et 22 blessés, ses dommages nécessitent un mois de réparations avant de reprendre son service actif.
L'Artigliere désemparé — avec son commandant et la plupart des officiers d'état-major tués — est remorqué par le Camicia Nera. Ils sont surpris au premier feu par le croiseur HMS York, qui parvient à chasser le Camicia Nera avant d'achever l'Artigliere à la dérive avec une torpille. Les survivants sont secourus le lendemain par la marine italienne.

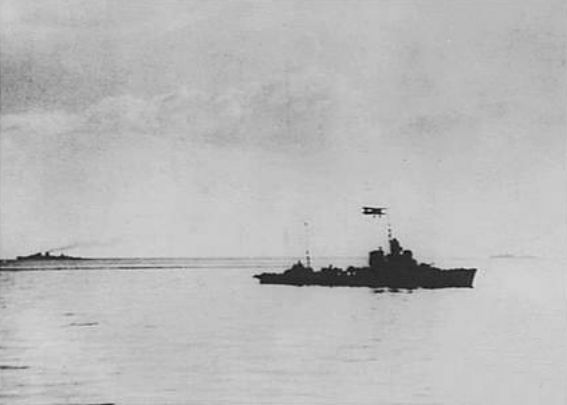
LArtigliere, avec le et le en arrière-plan après l'engagement.

## Conséquences

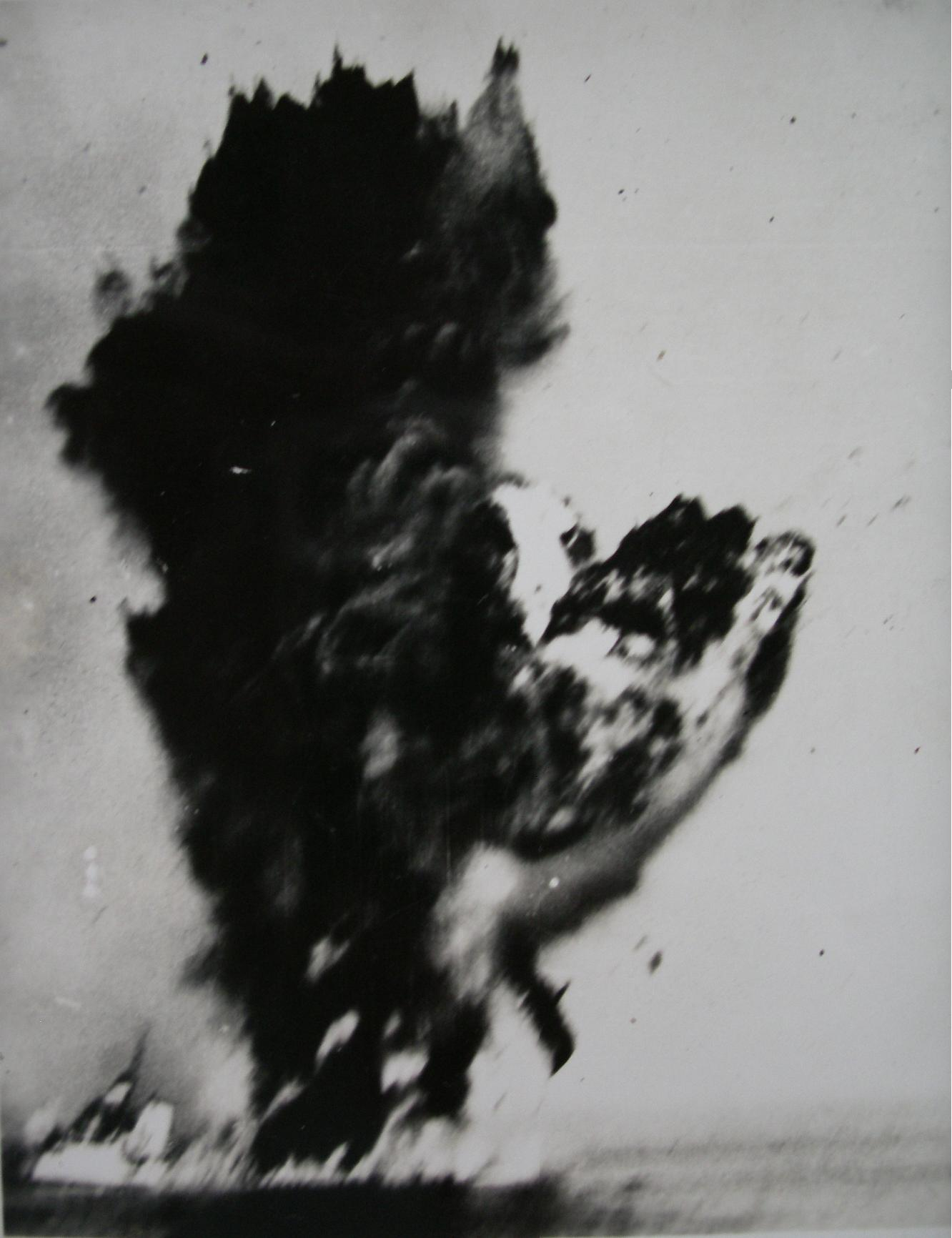
LArtigliere est achevé par une torpille du HMS York dans la matinée du 12 octobre.

Cette action avait été la première expérience de la Regia Marina constatant les compétences supérieures et l’équipement plus moderne de la Royal Navy pour les actions de nuit. L'usage intensif d'obus, de projecteurs et de cartouches incendiaires par la Royal Navy a dû être contré avant que les Italiens ne puissent combler l'écart technique. Ils soupçonnaient également l'ennemi d'utiliser le radar, mais à ce moment-là, ce ne fut que de la spéculation. Ceux-ci ont conclu qu'une mauvaise surveillance aérienne italienne avait empêché une réaction rapide des unités lourdes italiennes, conférant aux Britanniques l'avantage tactique d'éviter le contact dans des conditions défavorables.